# Zákon o pojištění odpovědnosti za škodu způsobenou provozem vozidla
Zákon o pojištění odpovědnosti za škodu způsobenou provozem vozidla, v plném znění zákon o pojištění odpovědnosti za škodu způsobenou provozem vozidla a o změně některých souvisejících zákonů (zákon o pojištění odpovědnost z provozu vozidla) (zkráceně zákon č. 168/1999 Sb.) je zákon České republiky upravující podmínky povinného pojištění škod způsobených hlavně třetím osobám a jejich majetku. 
Zákon ukládá pojistit se všem vlastníkům provozovaných vozidel (až na výjimky) na škody, které způsobí svým vozem třetí straně a způsobí tak škody na její voze, majetku či zdraví. Zákon vytváří rámec tohoto pojištění. Určuje, kdo může pojišťovat a kdo se může nebo musí pojistit, jak vypadá vzájemné vypořádání a jak fungují pojišťovatelé a jejich zástupci. Vedle standardního pojištění, známého pod názvem povinné ručení, definuje ještě tzv. hraniční pojištění. Dále zákon zřizuje Českou kancelář pojistitelů, která vede evidenci a spravuje Garanční fond a Fond zábrany škod. 
Zákon byl vytvořen v rámci otvírání trhu v tomto segmentu. Do roku 1999 bylo možné pojištění sjednat jen u České pojišťovny, která tak měla monopolní postavení na trhu. Historicky je pojištění odpovědnosti za škodu řešeno již v roce 1811 v občanském zákoníku a následně po vzniku Československa až do roku 1932, kdy vešel v platnost zákon č. 198/1932 Sb. z. a n., o dopravě motorovými vozidly.

## Obsah zákona
1. Část první – samotný zákon č. 168/1999 Sb.
  1. Oddíl první – úvod a vymezení pojmů
  2. Oddíl druhý – definice pojištění odpovědnosti za škodu
  3. Oddíl třetí – Česká kancelář pojistitelů
  4. Oddíl čtvrtý – společná ustanovení
2. Část druhá – změna zákona o pojišťovnictví
3. Část třetí – změna zákona o bezpečnosti a plynulosti provozu na pozemních komunikacích
4. Část čtvrtá (zrušeno)
5. Část pátá (zrušeno)
6. Část šestá – účinnost zákona